# Fotobleaching
Con il termine fotobleaching (o photobleaching), o bleaching, si intende la diminuzione della fluorescenza di un campione dovuta alla degradazione fotochimica del fluoroforo.
Questo fenomeno causa problemi in alcuni esperimenti in cui il campione deve essere sottoposto a un lungo irraggiamento luminoso; può però essere sfruttato per fare studi di moto o diffusione delle molecole.